# Полтергей
«Полтергей» (англ. Poltergay) — фильм режиссёра и сценариста Эрика Лавэна.

## Сюжет
В 1979 году в результате короткого замыкания в аппарате для разбрызгивания пены сгорела дискотека для геев. Все её посетители погибли. После пожара пять тел так и не были найдены. Много лет дом, где произошла трагедия, оставался необитаем. И вот двое молодожёнов, Эмма и Марк, приобретают его и переезжают в новое жилище. В доме обитают пять призраков ненайденных в своё время геев. И только Марк способен их видеть. Эмма считает, что муж сходит с ума, и бросает его. Добрые привидения делают всё, что от них зависит, чтобы помочь парню вернуть девушку.

## В ролях
| Актёр                | Роль              |
| -------------------- | ----------------- |
| Кловис Корнийяк      | Марк              |
| Жюли Депардье        | Эмма              |
| Жилль Гастон-Дрейфус | Бертран           |
| Мишель Дюшоссуа      | профессор Сорджес |

## Критика
Джей Вайсберг на странице издания Variety назвал фильм таким же глупым, как и его название, не вызывающим у зрителя никаких эмоций, кроме спорадического смеха и стонов.